# Juliusz Madecki
Juliusz Wiktor Madecki (* 17. Juni 1979 in Breslau, Polen) ist ein ehemaliger österreichischer Ruderer polnischer Herkunft.
Madecki war Vize-Weltmeister 1998 in der U23-Altersklasse im Einer der Leichtgewichte. Er nahm an den Ruder-Weltmeisterschaften in den Jahren 2001, 2006, 2007 und 2008 teil sowie von 1998 bis 2009 vielfach an Wertungsregatten des Ruder-Weltcups. Bei den Olympischen Spielen 2004 in Athen erreichte er zusammen mit Sebastian Sageder, Bernd Wakolbinger und Wolfgang Sigl im Leichtgewichts-Vierer ohne Steuermann den zehnten Platz bei der olympischen Ruderregatta. Er startete für den Ruderverein Normannen aus Klosterneuburg.